# Liste der meistverkauften Comedytonträger in Deutschland
Die Liste der meistverkauften Comedytonträger in Deutschland ist eine Übersicht aller Comedytonträger, die nachweislich in Deutschland mit Verkaufszahlen belegt wurden oder Gold- und Platinauszeichnungen vom Bundesverband Musikindustrie (BVMI) erhalten haben. Als Interessensvertreter der deutschen Musikindustrie vergibt dieser Verband seit 1975 derartige Zertifizierungen für kommerziell erfolgreiche Tonträger auch aus dem Bereich Comedy, seit 2009 in Form eines eigens für dieses Genre geschaffenen „Comedy-Awards“. Das erfolgreichste ausgezeichnete Werk stammt von Otto Waalkes und wurde im Jahr 1979 veröffentlicht. Das Bühnenprogramm trägt den Titel Der ostfriesische Götterbote und verkaufte sich über eine Million Mal. Die ältesten ausgezeichneten Werke stammen aus dem Jahr 1963 von Herbert Hisel und seiner Single Der Pechvogel / Auf dem Oktoberfest sowie von Jürgen von Manger und seinem Album Stegreifgeschichten. Beide Werke wurden von den jeweiligen Musiklabels mit einer Goldenen Schallplatte ausgezeichnet. 1978 wurden erstmals Tonträger mit komödiantischen Inhalt vom BVMI ausgezeichnet. In diesem Jahr bekamen gleich vier Alben des ostfrischen Komikers Otto Waalkes sowie ein Album des gebürtigen Hamburgers Fips Asmussen eine Auszeichnung.

## Hinweise zur Interpretation der aufgeführten Statistiken
Diese Liste beinhaltet Komiker, deren Tonträger nachweislich mit Zahlen belegt wurden oder vom BVMI ausgezeichnet wurden. Der BVMI vergibt offiziell Gold- und Platinauszeichnungen seit dem 1. Januar 1975 für Audioprodukte sowie seit dem 1. Januar 1991 für Bildtonträger. Die betroffenen Plattenfirmen müssen die Zertifizierungen beantragen, eine automatische Vergabe der Auszeichnungen erfolgt nicht. Es erfolgten bereits vor dem Jahr 1975 Plattenauszeichnungen durch den jeweiligen Tonträgerhersteller, allerdings nicht nach einheitlichen und offiziell geprüften Kriterien. Nach einer Richtlinie vom 1. Januar 1976 wird die Anzahl der gewerteten Verkäufe nach den an den Handel verkauften Einheiten ermittelt, die der GEMA oder einer anderen Verwertungsgesellschaft der Urheber als Inlandsverkäufe gemeldet wurden.
Bis zum 31. Januar 1990 wurden nur Gold- und Platinauszeichnungen für Audioalben (Alben und Singles) vergeben. 1991 erfolgte die Einführung des sogenannten „Musikvideo-Awards“, mit dem fortan Bildtonträger ausgezeichnet wurden. Damit wurden zunächst alle Videoprodukte mit ebendiesen ausgezeichnet. Am 1. Januar 2009 erfolgte die Einführung eines „Comedy-Awards“. Mit dessen Einführung wurden alle Videoprodukte aus dem Comedybereich separat mit diesem und nicht mehr mit dem „Musikvideo-Award“ ausgezeichnet. Die Verleihungsgrenzen beider Auszeichnungen sind identisch. Es können auch Videoprodukte ausgezeichnet werden, die vor dem 1. Januar 2009 beziehungsweise 1991 erschienen sind. Grundlagen für die Verleihung der Gold- und Platinauszeichnungen sind die Anmeldung bei der BVMI und das Erreichen einer Zertifizierungsstufe nach der Einführung der Auszeichnungen. Ausschlaggebend für die Klassifikation eines Comedyprodukts ist die Kennzeichnung im PHONONET-Artikelstamm unter der Programmarten 124 (Comedy-Wort), 127 (Comedy Musik), 117 (Kabarett) oder 651 (Humor, Satire, Kabarett, Comedy). Bei fehlender Kennzeichnung ist ein anderer Nachweis dafür zu erbringen, dass der betreffende Titel als Comedyprodukt gelten kann.
Die Tonträger finden sich in den nachfolgenden Tabellen absteigend nach ihren Verkaufszahlen wieder. Es werden zum einen die erfolgreichsten Werke in einer Tabelle dargestellt, deren Verkäufe sich aus verschiedenen Formaten zusammensetzen, und zum anderen werden in separaten Tabellen die erfolgreichsten Formate (Alben, Singles und Videoalben) aufgelistet. Die separaten Listen enthalten alle verliehenen Auszeichnungen, die „Gesamtübersicht“ beinhaltet nur Werke mit mehr als 200.000 verkauften Einheiten. Bei den Angaben in der Spalte Verkäufe handelt es sich um eine Mindestanzahl an verkauften Tonträgern des Werkes. Da für BVMI-Auszeichnungen feste Verleihungsgrenzen bestehen, können die reellen Verkäufe der jeweiligen Tonträger etwas höher – also zwischen der ausgezeichneten und der nächsten Verleihungsgrenze – ausfallen.

## Problematik
Da der BVMI erst seit dem 1. Januar 1975 Gold- und Platinauszeichnungen verleiht, kommt es dazu, dass Komiker, deren Karrierehöhepunkt vor 1975 lag, nicht in dieser Liste auftauchen, außer sie fanden in Fachliteratur Erwähnung. Des Weiteren werden nur diejenigen vielverkauften Bild- und Tonträger ausgezeichnet, die bei der BVMI angemeldet und registriert wurden und daher Gold- und/oder Platinauszeichnungen erhielten.

## Verleihungsgrenzen der Tonträgerauszeichnungen
Seit dem 24. September 1999 finden in unregelmäßigen Abständen Anpassungen der Verleihungsgrenzen für Alben statt. Zwischen 1999 und 2002 erfolgten zunächst, aufgrund abnehmender Verkaufszahlen, schrittweise Herabsetzungen der Verleihungsgrenzen. Die Auszeichnungen richten sich nach dem jeweiligen Veröffentlichungsdatum des Tonträgers, nicht nach dem Datum der Zertifizierung. So wird beispielsweise ein Album, das 1980 erschien, heutzutage mit einer Goldenen Schallplatte für über 250.000 und nicht für 100.000 verkaufte Einheiten ausgezeichnet.
In Deutschland gibt es die Besonderheit, dass zwischen den Platin-Auszeichnungen nochmals Goldene Schallplatten verliehen werden. Einzig die AMPROFON in Mexico verfolgt auch dieses Verleihungssystem. Üblicherweise erfolgen zwischen den einzelnen Platin-Schallplatten keine weiteren Auszeichnungen, bis zur Verleihung einer Diamantenen Schallplatte. In Deutschland werden ebendiese für Alben und Singles verliehen, alle anderen Tonträger werden in Deutschland nicht mit Diamantenen Schallplatten ausgezeichnet. In Ländern wie Polen stellt die Diamantene Schallplatte die höchste Auszeichnungsstufe dar. In Deutschland ist dies nicht der Fall. Erhält beispielsweise ein Album von der BVMI eine Diamant-Auszeichnung für 750.000 verkaufte Exemplare, erreicht später jedoch die Achthunderttausend-Marke, wird die Diamant-Auszeichnung von einer vierfachen Platin-Auszeichnung als Höchstauszeichnung abgelöst. Genrespezifisch erfolgen für Comedy- und Jazztonträger eigene Verleihungen, deren Verleihungsgrenzen identisch denen der Videoalben sind.
| Auszeichnung | bis 24. September 1999 | bis 31. Dezember 2002 | bis 31. Dezember 2012 | seit 1. Januar 2013 |
| ------------ | ---------------------- | --------------------- | --------------------- | ------------------- |
| Gold         | 250.000                | 150.000               | 100.000               | 100.000             |
| Platin       | 500.000                | 300.000               | 200.000               | 200.000             |
| 3× Gold      | 750.000                | 450.000               | 300.000               | 300.000             |
| 2× Platin    | 1.000.000              | 600.000               | 400.000               | 400.000             |
| …            |                        |                       |                       |                     |
| Diamant      | —                      | —                     | —                     | 750.000             |

| Auszeichnung | Verkäufe |
| ------------ | -------- |
| Gold         | 25.000   |
| Platin       | 50.000   |
| 3× Gold      | 75.000   |
| 2× Platin    | 100.000  |
| …            |          |

## Liste der meistverkauften Comedytonträger
- Rang: gibt die Reihenfolge der Tonträger wieder. Diese wird durch die Höhe der „Verkäufe“ bestimmt.
- Jahr VÖ: das Jahr, in dem der Tonträger erstmals veröffentlicht wurde.
- Jahr Ausz.: das Jahr, in dem letztmals eine Gold- und Platinauszeichnung erfolgte.
- Titel: gibt den Titel des Werkes wieder.
- Künstler: gibt wieder, welche Komiker an dem Tonträger beteiligt sind.
- Auszeichnung: gibt die Höchstauszeichnung der verliehenen Gold- und Platinauszeichnungen wieder.
- Verkäufe: gibt die Verleihungsgrenze der „Auszeichnungen“ wieder.

### Liste der meistverkauften Comedytonträger (Gesamtübersicht)
Die folgende Liste beinhaltet eine Gesamtübersicht der erfolgreichsten Comedytonträger unabhängig vom Medium, in dem sie erschienen.
| Rang | Jahr VÖ | Jahr Ausz. | Titel                                            | Künstler               | Auszeichnung                            | Verkäufe  |
| ---- | ------- | ---------- | ------------------------------------------------ | ---------------------- | --------------------------------------- | --------- |
| 1    | 2007    | 2023       | Männer sind primitiv, aber glücklich!            | Mario Barth            | 13× Platin (Video) + · 9× Gold (Album)  | 1.550.000 |
| 2    | 1979    | 1980       | Der ostfriesische Götterbote                     | Otto Waalkes           | 2× Platin                               | 1.000.000 |
| 3    | 2005    | 2010       | Männer sind Schweine, Frauen aber auch!          | Mario Barth            | 12× Platin (Video) + · Gold (Album)     | 700.000   |
| 4    | 2010    | 2023       | Männer sind peinlich, Frauen manchmal auch!      | Mario Barth            | 4× Platin (Video) + · 2× Platin (Album) | 600.000   |
| 5    | 1963    | 19??       | Der Pechvogel / Auf dem Oktoberfest              | Herbert Hisel          | Gold                                    | 500.000   |
| 5    | 1964    | 19??       | Der Filmstar / Der Wurstsalat                    | Herbert Hisel          | Gold                                    | 500.000   |
| 5    | 1964    | 19??       | In Amerika / Die Axt im Hause … (Do It Yourself) | Herbert Hisel          | Gold                                    | 500.000   |
| 5    | 1973    | 1984       | Otto                                             | Otto Waalkes           | Platin                                  | 500.000   |
| 5    | 1973    | 1988       | Witze am laufenden Band                          | Fips Asmussen          | Platin                                  | 500.000   |
| 5    | 1975    | 1978       | Oh, Otto                                         | Otto Waalkes           | Platin                                  | 500.000   |
| 11   | 2005    | 2022       | Stromberg Staffel 1                              | Christoph Maria Herbst | 5× Platin (Video) + · Platin (Album)    | 450.000   |
| 12   | 2006    | 2022       | Stromberg Staffel 2                              | Christoph Maria Herbst | 4× Platin (Video) + · Platin (Album)    | 400.000   |
| 13   | 2013    | 2023       | Männer sind schuld, sagen die Frauen!            | Mario Barth            | 2× Platin (Video) + · Platin (Album)    | 300.000   |
| 14   | 1963    | 19??       | Stegreifgeschichten                              | Jürgen von Manger      | Gold                                    | 250.000   |
| 14   | 1972    | 1984       | Was bin ich wieder für ein Schelm                | Heinz Erhardt          | Gold                                    | 250.000   |
| 14   | 1974    | 19??       | Otto II                                          | Otto Waalkes           | Gold                                    | 250.000   |
| 14   | 1975    | 19??       | Mein Gott, Walther                               | Mike Krüger            | Gold                                    | 250.000   |
| 14   | 1975    | 1979       | Witze am laufenden Band II                       | Fips Asmussen          | Gold                                    | 250.000   |
| 14   | 1976    | 1978       | Das vierte Programm                              | Otto Waalkes           | Gold                                    | 250.000   |
| 14   | 1977    | 1978       | Das Wort zum Montag                              | Otto Waalkes           | Gold                                    | 250.000   |
| 14   | 1978    | 1982       | Eine Mütze Voller Witze                          | Fips Asmussen          | Gold                                    | 250.000   |
| 14   | 1978    | 1978       | Ottocolor                                        | Otto Waalkes           | Gold                                    | 250.000   |
| 14   | 1980    | 1980       | Der Nippel                                       | Mike Krüger            | Gold                                    | 250.000   |
| 14   | 1981    | 1982       | Otto versaut Hamburg                             | Otto Waalkes           | Gold                                    | 250.000   |
| 14   | 1983    | 1984       | Hilfe, Otto kommt!                               | Otto Waalkes           | Gold                                    | 250.000   |
| 14   | 1991    | 1999       | Nicht ohne meinen Pappa                          | Badesalz               | Gold                                    | 250.000   |
| 14   | 1993    | 1994       | Diwodaso                                         | Badesalz               | Gold                                    | 250.000   |
| 14   | 1995    | 1996       | Der Hauptgewinner                                | Rüdiger Hoffmann       | Gold                                    | 250.000   |
| 14   | 1995    | 1996       | Zarte Metzger                                    | Badesalz               | Gold                                    | 250.000   |
| 14   | 2000    | 2003       | Back to Life                                     | Michael Mittermeier    | 2× Platin (Video) + · Gold (Album)      | 250.000   |
| 14   | 2006    | 2023       | Paranoid                                         | Michael Mittermeier    | 3× Platin (Video) + · Gold (Album)      | 250.000   |
| 14   | 2007    | 2022       | Stromberg Staffel 3                              | Christoph Maria Herbst | 3× Platin (Video) + · Gold (Album)      | 250.000   |
| 14   | 2009    | 2023       | Hund-Deutsch, Deutsch-Hund                       | Martin Rütter          | 3× Platin (Video) + · Gold (Album)      | 250.000   |
| 34   | 2007    | 2023       | Hape Kerkeling Live „Wieder auf Tour“            | Hape Kerkeling         | 2× Platin (Video) + · Gold (Album)      | 200.000   |
| 34   | 2008    | 2023       | Autschn!                                         | René Marik             | 2× Platin (Video) + · Gold (Album)      | 200.000   |
| 34   | 2009    | 2022       | Stromberg Staffel 4                              | Christoph Maria Herbst | 2× Platin (Video) + · Gold (Album)      | 200.000   |
| 34   | 2011    | 2022       | Stromberg Staffel 5                              | Christoph Maria Herbst | 2× Platin (Video) + · Gold (Album)      | 200.000   |

### Liste der meistverkauften Audioalben
Die folgende Liste beinhaltet eine Gesamtübersicht der erfolgreichsten Comedyalben. Die Werke wurden mit den Gold- und Platinauszeichnungen für Alben ausgezeichnet.
| Rang | Jahr VÖ | Jahr Ausz. | Titel                                       | Künstler                                | Verkäufe               |
| ---- | ------- | ---------- | ------------------------------------------- | --------------------------------------- | ---------------------- |
| 1    | 1979    | 1980       | Der ostfriesische Götterbote                | Otto Waalkes                            | 2× Platin (1.000.000+) |
| 2    | 2007    | 2023       | Männer sind primitiv, aber glücklich!       | Mario Barth                             | 9× Gold (900.000+)     |
| 3    | 1973    | 1984       | Otto                                        | Otto Waalkes                            | Platin (500.000+)      |
| 3    | 1973    | 1988       | Witze am laufenden Band                     | Fips Asmussen                           | Platin (500.000+)      |
| 3    | 1975    | 1978       | Oh, Otto                                    | Otto Waalkes                            | Platin (500.000+)      |
| 6    | 2010    | 2023       | Männer sind peinlich, Frauen manchmal auch! | Mario Barth                             | 2× Platin (400.000+)   |
| 7    | 1963    | 19??       | Stegreifgeschichten                         | Jürgen von Manger                       | Gold (250.000+)        |
| 7    | 1972    | 1984       | Was bin ich wieder für ein Schelm           | Heinz Erhardt                           | Gold (250.000+)        |
| 7    | 1974    | 19??       | Otto II                                     | Otto Waalkes                            | Gold (250.000+)        |
| 7    | 1975    | 19??       | Mein Gott, Walther                          | Mike Krüger                             | Gold (250.000+)        |
| 7    | 1975    | 1979       | Witze am laufenden Band II                  | Fips Asmussen                           | Gold (250.000+)        |
| 7    | 1976    | 1978       | Das vierte Programm                         | Otto Waalkes                            | Gold (250.000+)        |
| 7    | 1977    | 1978       | Das Wort zum Montag                         | Otto Waalkes                            | Gold (250.000+)        |
| 7    | 1978    | 1982       | Eine Mütze Voller Witze                     | Fips Asmussen                           | Gold (250.000+)        |
| 7    | 1978    | 1978       | Ottocolor                                   | Otto Waalkes                            | Gold (250.000+)        |
| 7    | 1980    | 1980       | Der Nippel                                  | Mike Krüger                             | Gold (250.000+)        |
| 7    | 1981    | 1982       | Otto versaut Hamburg                        | Otto Waalkes                            | Gold (250.000+)        |
| 7    | 1983    | 1984       | Hilfe, Otto kommt!                          | Otto Waalkes                            | Gold (250.000+)        |
| 7    | 1991    | 1999       | Nicht ohne meinen Pappa                     | Badesalz                                | Gold (250.000+)        |
| 7    | 1993    | 1994       | Diwodaso                                    | Badesalz                                | Gold (250.000+)        |
| 7    | 1995    | 1996       | Der Hauptgewinner                           | Rüdiger Hoffmann                        | Gold (250.000+)        |
| 7    | 1995    | 1996       | Zarte Metzger                               | Badesalz                                | Gold (250.000+)        |
| 23   | 2005    | 2022       | Stromberg Staffel 1                         | Christoph Maria Herbst                  | Platin (200.000+)      |
| 23   | 2006    | 2022       | Stromberg Staffel 2                         | Christoph Maria Herbst                  | Platin (200.000+)      |
| 23   | 2013    | 2023       | Männer sind schuld, sagen die Frauen!       | Mario Barth                             | Platin (200.000+)      |
| 26   | 2000    | 2000       | Back to Life                                | Michael Mittermeier                     | Gold (150.000+)        |
| 26   | 2000    | 2003       | Ich komme … !                               | Rüdiger Hoffmann                        | Gold (150.000+)        |
| 28   | 2002    | 2022       | Welcome to the Fabulous Bullyparade         | Verschiedene Interpreten: Bullyparade 1 | Gold (100.000+)        |
| 28   | 2005    | 2009       | Männer sind Schweine, Frauen aber auch!     | Mario Barth                             | Gold (100.000+)        |
| 28   | 2006    | 2023       | Paranoid                                    | Michael Mittermeier                     | Gold (100.000+)        |
| 28   | 2007    | 2022       | Stromberg Staffel 3                         | Christoph Maria Herbst                  | Gold (100.000+)        |
| 28   | 2007    | 2023       | Hape Kerkeling Live „Wieder auf Tour“       | Hape Kerkeling                          | Gold (100.000+)        |
| 28   | 2008    | 2023       | Autschn!                                    | René Marik                              | Gold (100.000+)        |
| 28   | 2009    | 2022       | Stromberg Staffel 4                         | Christoph Maria Herbst                  | Gold (100.000+)        |
| 28   | 2009    | 2023       | Hund-Deutsch, Deutsch-Hund                  | Martin Rütter                           | Gold (100.000+)        |
| 28   | 2011    | 2022       | Stromberg Staffel 5                         | Christoph Maria Herbst                  | Gold (100.000+)        |
| 28   | 2014    | 2022       | Stromberg – Der Film                        | Christoph Maria Herbst                  | Gold (100.000+)        |

### Liste der meistverkauften Singles
Die folgende Liste beinhaltet eine Gesamtübersicht der erfolgreichsten Comedysingles. Die Werke wurden mit den Gold- und Platinauszeichnungen für Singles ausgezeichnet.
| Rang | Jahr VÖ | Jahr Ausz. | Titel                                            | Künstler      | Verkäufe        |
| ---- | ------- | ---------- | ------------------------------------------------ | ------------- | --------------- |
| 1    | 1963    | 19??       | Der Pechvogel / Auf dem Oktoberfest              | Herbert Hisel | Gold (500.000+) |
| 1    | 1964    | 19??       | Der Filmstar / Der Wurstsalat                    | Herbert Hisel | Gold (500.000+) |
| 1    | 1964    | 19??       | In Amerika / Die Axt im Hause … (Do It Yourself) | Herbert Hisel | Gold (500.000+) |

### Liste der meistverkauften Videoalben
Die folgende Liste beinhaltet eine Gesamtübersicht der erfolgreichsten Videoalben der Sparte Comedy. Videoalben umfassen die Video-Formate Blu-Ray, DVD und VHS. Die Werke wurden entweder mit einem Comedy-Award oder einem Musikvideo-Award ausgezeichnet.
| Rang | Jahr VÖ | Jahr Ausz. | Titel                                            | Künstler                                           | Verkäufe              |
| ---- | ------- | ---------- | ------------------------------------------------ | -------------------------------------------------- | --------------------- |
| 1    | 2007    | 2012       | Männer sind primitiv, aber glücklich!            | Mario Barth                                        | 13× Platin (650.000+) |
| 2    | 2005    | 2010       | Männer sind Schweine, Frauen aber auch!          | Mario Barth                                        | 12× Platin (600.000+) |
| 3    | 2005    | 2010       | Stromberg Staffel 1                              | Christoph Maria Herbst                             | 5× Platin (250.000+)  |
| 4    | 2006    | 2009       | Stromberg Staffel 2                              | Christoph Maria Herbst                             | 4× Platin (200.000+)  |
| 4    | 2010    | 2012       | Männer sind peinlich, Frauen manchmal auch!      | Mario Barth                                        | 4× Platin (200.000+)  |
| 6    | 2006    | 2010       | Paranoid                                         | Michael Mittermeier                                | 3× Platin (150.000+)  |
| 6    | 2007    | 2010       | Stromberg Staffel 3                              | Christoph Maria Herbst                             | 3× Platin (150.000+)  |
| 6    | 2009    | 2013       | Hund-Deutsch, Deutsch-Hund                       | Martin Rütter                                      | 3× Platin (150.000+)  |
| 6    | 2010    | 2013       | Hetz mich nicht!                                 | Sascha Grammel                                     | 3× Platin (150.000+)  |
| 10   | 2002    | 2003       | Back to Life                                     | Michael Mittermeier                                | 2× Platin (100.000+)  |
| 10   | 2002    | 2003       | Welcome to the Fabulous Bullyparade              | Verschiedene Interpreten: Bullyparade 1            | 2× Platin (100.000+)  |
| 10   | 2007    | 2010       | Hape Kerkeling Live „Wieder auf Tour“            | Hape Kerkeling                                     | 2× Platin (100.000+)  |
| 10   | 2008    | 2010       | Autschn!                                         | René Marik                                         | 2× Platin (100.000+)  |
| 10   | 2008    | 2013       | Safari                                           | Michael Mittermeier                                | 2× Platin (100.000+)  |
| 10   | 2009    | 2010       | Stromberg Staffel 4                              | Christoph Maria Herbst                             | 2× Platin (100.000+)  |
| 10   | 2011    | 2012       | Stromberg Staffel 5                              | Christoph Maria Herbst                             | 2× Platin (100.000+)  |
| 10   | 2013    | 2016       | Keine Anhung                                     | Sascha Grammel                                     | 2× Platin (100.000+)  |
| 10   | 2013    | 2014       | Männer sind schuld, sagen die Frauen!            | Mario Barth                                        | 2× Platin (100.000+)  |
| 18   | 2001    | 2002       | Best of TV total 2001                            | Stefan Raab                                        | Platin (50.000+)      |
| 18   | 2003    | 2004       | Otto – Die DVD                                   | Otto Waalkes                                       | Platin (50.000+)      |
| 18   | 2004    | 2011       | Kalkofes Mattscheibe Vol. 1                      | Oliver Kalkofe                                     | Platin (50.000+)      |
| 18   | 2004    | 2011       | Nuhr vom Feinsten                                | Dieter Nuhr                                        | Platin (50.000+)      |
| 18   | 2004    | 2005       | Otto – Die ersten 15 Jahre                       | Otto Waalkes                                       | Platin (50.000+)      |
| 18   | 2006    | 2007       | Die Live Kronjuwelen                             | Atze Schröder                                      | Platin (50.000+)      |
| 18   | 2006    | 2013       | Ich bin’s Nuhr                                   | Dieter Nuhr                                        | Platin (50.000+)      |
| 18   | 2006    | 2010       | Na, Du alte Kackbratze!                          | Kurt Krömer                                        | Platin (50.000+)      |
| 18   | 2008    | 2012       | Schizophren – Ich wollte ’ne Prinzessin sein     | Cindy aus Marzahn                                  | Platin (50.000+)      |
| 18   | 2010    | 2014       | Achtung Baby! Live                               | Michael Mittermeier                                | Platin (50.000+)      |
| 18   | 2010    | 2015       | Endlich Freizeit – Was für’n Stress!             | Paul Panzer                                        | Platin (50.000+)      |
| 18   | 2012    | 2013       | Das Beste von Simon’s Cat                        | Simon Tofield                                      | Platin (50.000+)      |
| 18   | 2013    | 2017       | Der tut nix!                                     | Martin Rütter                                      | Platin (50.000+)      |
| 18   | 2015    | 2019       | Männer sind bekloppt, aber sexy!                 | Mario Barth                                        | Platin (50.000+)      |
| 18   | 2016    | 2017       | Ich find’s lustig                                | Sascha Grammel                                     | Platin (50.000+)      |
| 32   | 1994    | 1996       | Emil Steinberger – Vol. 1                        | Emil Steinberger                                   | Gold (25.000+)        |
| 32   | 1994    | 1996       | Emil Steinberger – Vol. 2                        | Emil Steinberger                                   | Gold (25.000+)        |
| 32   | 1999    | 2000       | Zapped!                                          | Michael Mittermeier                                | Gold (25.000+)        |
| 32   | 2002    | 2002       | Best of TV total Vol. 2                          | Stefan Raab                                        | Gold (25.000+)        |
| 32   | 2002    | 2002       | Ladykracher Staffel 1                            | Anke Engelke                                       | Gold (25.000+)        |
| 32   | 2004    | 2011       | Kalkofes Mattscheibe Vol. 2                      | Oliver Kalkofe                                     | Gold (25.000+)        |
| 32   | 2005    | 2006       | Best of Die Kurt Krömer Show                     | Kurt Krömer                                        | Gold (25.000+)        |
| 32   | 2005    | 2006       | Best of Pocher: Aufstieg und Fall eines B-Promis | Oliver Pocher                                      | Gold (25.000+)        |
| 32   | 2005    | 2006       | Mein neuer Freund                                | Christian Ulmen                                    | Gold (25.000+)        |
| 32   | 2006    | 2013       | Halb getürkt                                     | Bülent Ceylan                                      | Gold (25.000+)        |
| 32   | 2006    | 2015       | Neues aus Büttenwarder Staffel 1                 | Verschiedene Interpreten: Neues aus Büttenwarder 2 | Gold (25.000+)        |
| 32   | 2006    | 2008       | Pastewka Staffel 1                               | Bastian Pastewka                                   | Gold (25.000+)        |
| 32   | 2007    | 2009       | Glücksbringer                                    | Eckart von Hirschhausen                            | Gold (25.000+)        |
| 32   | 2007    | 2009       | Die Otto-Show                                    | Otto Waalkes                                       | Gold (25.000+)        |
| 32   | 2007    | 2011       | Pastewka Staffel 2                               | Bastian Pastewka                                   | Gold (25.000+)        |
| 32   | 2007    | 2011       | Switch reloaded Staffel 1                        | Verschiedene Interpreten: Switch reloaded 3        | Gold (25.000+)        |
| 32   | 2007    | 2011       | Switch reloaded Staffel 2                        | Verschiedene Interpreten: Switch reloaded 3        | Gold (25.000+)        |
| 32   | 2008    | 2010       | Heimatabend Deluxe                               | Paul Panzer                                        | Gold (25.000+)        |
| 32   | 2008    | 2009       | Made in Germany Live                             | Kaya Yanar                                         | Gold (25.000+)        |
| 32   | 2008    | 2009       | Otto live! Das Original                          | Otto Waalkes                                       | Gold (25.000+)        |
| 32   | 2008    | 2011       | Switch reloaded Staffel 3                        | Verschiedene Interpreten: Switch reloaded 4        | Gold (25.000+)        |
| 32   | 2008    | 2010       | Zwei Weihnachtsmänner                            | Christoph Maria Herbst & Bastian Pastewka          | Gold (25.000+)        |
| 32   | 2009    | 2013       | 10 Jahre TV total – Die jubiläums DVD            | Stefan Raab                                        | Gold (25.000+)        |
| 32   | 2009    | 2011       | Bülent Ceylan – Live!                            | Bülent Ceylan                                      | Gold (25.000+)        |
| 32   | 2009    | 2012       | Glück kommt selten allein …                      | Eckart von Hirschhausen                            | Gold (25.000+)        |
| 32   | 2009    | 2010       | Mutterschutz                                     | Atze Schröder                                      | Gold (25.000+)        |
| 32   | 2009    | 2013       | Nuhr die Wahrheit                                | Dieter Nuhr                                        | Gold (25.000+)        |
| 32   | 2010    | 2011       | Ganz schön turbülent                             | Bülent Ceylan                                      | Gold (25.000+)        |
| 32   | 2010    | 2011       | KasperPop                                        | René Marik                                         | Gold (25.000+)        |
| 32   | 2011    | 2016       | Der Hassprediger/Hardcore live                   | Serdar Somuncu                                     | Gold (25.000+)        |
| 32   | 2012    | 2013       | Hart Backbord – Noch ist die Welt zu retten!     | Paul Panzer                                        | Gold (25.000+)        |
| 32   | 2012    | 2017       | Pastewka Staffel 6                               | Bastian Pastewka                                   | Gold (25.000+)        |
| 32   | 2012    | 2013       | Der Tatortreiniger                               | Bjarne Mädel                                       | Gold (25.000+)        |
| 32   | 2013    | 2016       | Pussy Terror Live                                | Carolin Kebekus                                    | Gold (25.000+)        |
| 32   | 2014    | 2015       | Alles auf Anfang                                 | Paul Panzer                                        | Gold (25.000+)        |
| 32   | 2014    | 2017       | Pastewka Staffel 7                               | Bastian Pastewka                                   | Gold (25.000+)        |
| 32   | 2015    | 2018       | nachSITZen                                       | Martin Rütter                                      | Gold (25.000+)        |
| 32   | 2016    | 2018       | I’m Lucky I’m Luke                               | Luke Mockridge                                     | Gold (25.000+)        |
| 32   | 2019    | 2020       | Fast fertig!                                     | Sascha Grammel                                     | Gold (25.000+)        |

## Ranglisten
| Anzahl | Künstler                |
| ------ | ----------------------- |
| 13     | Otto Waalkes            |
| 7      | Christoph Maria Herbst  |
| 6      | Michael Mittermeier     |
| 5      | Mario Barth             |
| 5      | Bastian Pastewka        |
| 4      | Sascha Grammel          |
| 4      | Paul Panzer             |
| 3      | Fips Asmussen           |
| 3      | Badesalz                |
| 3      | Bülent Ceylan           |
| 3      | Herbert Hisel           |
| 3      | Dieter Nuhr             |
| 3      | Stefan Raab             |
| 3      | Martin Rütter           |
| 3      | Switch reloaded 3 4     |
| 2      | Eckart von Hirschhausen |
| 2      | Rüdiger Hoffmann        |
| 2      | Oliver Kalkofe          |
| 2      | Kurt Krömer             |
| 2      | Mike Krüger             |
| 2      | René Marik              |
| 2      | Atze Schröder           |
| 2      | Emil Steinberger        |

| Anzahl    | Künstler               |
| --------- | ---------------------- |
| 3.650.000 | Otto Waalkes           |
| 3.200.000 | Mario Barth            |
| 1.600.000 | Christoph Maria Herbst |
| 1.500.000 | Herbert Hisel          |
| 1.000.000 | Fips Asmussen          |
| 750.000   | Badesalz               |
| 675.000   | Michael Mittermeier    |
| 500.000   | Mike Krüger            |
| 400.000   | Rüdiger Hoffmann       |
| 325.000   | Sascha Grammel         |
| 325.000   | Martin Rütter          |
| 250.000   | Heinz Erhardt          |
| 250.000   | Jürgen von Manger      |
| 225.000   | René Marik             |
| 200.000   | Hape Kerkeling         |
| 125.000   | Dieter Nuhr            |
| 125.000   | Paul Panzer            |
| 125.000   | Bastian Pastewka       |
| 100.000   | Stefan Raab            |